# آندره‌آ کویچوسا
آندره‌آ کویچوسا (به انگلیسی: Andrea Kevichüsa) (زاده ۱۸ فوریهٔ ۲۰۰۱) مدل و بازیگر هندی است.
از کارهای معروف او می‌توان به بازی در فیلم آنک اشاره کرد.